# Graveyard Shift (album)
Graveyard Shift je čtvrté studiové album americké metalcorové skupiny Motionless in White. Vydáno bylo 5. května 2017 vydavatelstvím Roadrunner Records. Producenty alba jsou Drew Fulk a Chris „Motionless“ Cerulli. Jedná se o první album vydané u vydavatelství Roadrunner Records. Jedná se o poslední album kapely s klávesistou Joshem Balzem a baskytaristou Devinem „Ghost“ Sola.

## Pozadí alba
Zpěvák Chris Motionless prohlásil, že jejich nové album nebude vydáno u Fearless Records. Album vydali u Roadrunner Records.
Na albu spolupracoval s frontman skupiny Korn Jonathan Davis a to na písni „Necessary Evil“ vydané 27. září 2017. Videoklip byl označován jako jeden z nejlepších roku 2017.
Album debutovalo na 27. místě žebříčku Billboard 200.

## Seznam skladeb
| Pořadí         | Název                                   | Délka |
| -------------- | --------------------------------------- | ----- |
| 1.             | "Rats"                                  | 3:55  |
| 2.             | "Queen for Queen"                       | 3:22  |
| 3.             | "Necessary Evil" (feat. Jonathan Davis) | 3:48  |
| 4.             | "Soft"                                  | 3:30  |
| 5.             | "Untouchable"                           | 3:58  |
| 6.             | "Not My Type: Dead as Fuck 2"           | 4:22  |
| 7.             | "The Ladder"                            | 4:17  |
| 8.             | "Voices"                                | 3:44  |
| 9.             | "Loud (Fuck It)"                        | 3:42  |
| 10.            | "570"                                   | 4:31  |
| 11.            | 4:31                                    | 3:45  |
| 12.            | "Eternally Yours"                       | 5:12  |
| Celková délka: | Celková délka:                          | 48:06 |

## Obsazení
Motionless in White
- Chris "Motionless" Cerulli – zpěv
- Ryan Sitkowski – sólová kytara
- Ricky "Horror" Olson – rytmická kytara, doprovodné vokály
- Devin "Ghost" Sola – basová kytara, doprovodné vokály
- Josh Balz – klávesy, doprovodné vokály

Ostatní hudebníci
- Tom Hane – bicí, programování, kompozice
- Jonathan Davis – vokály
- Stevie Aiello – doprovodné vokály
- Marie Christine-Allard – doprovodné vokály
- Gaiapatra – kompozice, doprovodné vokály
- Kylie Zook – doprovodné vokály